# PRSS3
PRSS3 (англ. Protease, serine 3) – білок, який кодується однойменним геном, розташованим у людей на короткому плечі 9-ї хромосоми. Довжина поліпептидного ланцюга білка становить 304 амінокислот, а молекулярна маса — 32 529.
| 10         |  | 20         |  | 30         |  | 40         |  | 50         |
| ---------- |  | ---------- |  | ---------- |  | ---------- |  | ---------- |
| MCGPDDRCPA |  | RWPGPGRAVK |  | CGKGLAAARP |  | GRVERGGAQR |  | GGAGLELHPL |
| LGGRTWRAAR |  | DADGCEALGT |  | VAVPFDDDDK |  | IVGGYTCEEN |  | SLPYQVSLNS |
| GSHFCGGSLI |  | SEQWVVSAAH |  | CYKTRIQVRL |  | GEHNIKVLEG |  | NEQFINAAKI |
| IRHPKYNRDT |  | LDNDIMLIKL |  | SSPAVINARV |  | STISLPTTPP |  | AAGTECLISG |
| WGNTLSFGAD |  | YPDELKCLDA |  | PVLTQAECKA |  | SYPGKITNSM |  | FCVGFLEGGK |
| DSCQRDSGGP |  | VVCNGQLQGV |  | VSWGHGCAWK |  | NRPGVYTKVY |  | NYVDWIKDTI |
| AANS       |  |            |  |            |  |            |  |            |

A: Аланін

C: Цистеїн

D: Аспарагінова кислота

E: Глутамінова кислота

F: Фенілаланін

G: Гліцин

H: Гістидин

I: Ізолейцин

K: Лізин

L: Лейцин

M: Метіонін

N: Аспарагін

P: Пролін

Q: Глутамін

R: Аргінін

S: Серин

T: Треонін

V: Валін

W: Триптофан

Кодований геном білок за функціями належить до гідролаз, протеаз, серинових протеаз. 
Задіяний у такому біологічному процесі, як альтернативний сплайсинг. 
Білок має сайт для зв'язування з іонами металів, іоном кальцію. 
Секретований назовні.